# 高兴民
高兴民（1928年2月22日—2021年12月20日），河北滦南人，中国人民解放军将领、中国人民解放军中将。
1942年参加滦南县安各庄镇安各庄村的抗日游击队，同年加入八路军。1943年，加入中国共产党。先后参加抗日战争和解放战争，包括三大战役之一的平津战役。1949年中华人民共和国成立后，曾担任空军政治部保卫部部长、福州军区空军政治部主任。1977年，毕业于解放军军政大学。1983年，接替赵兰田，担任沈阳军区空军政治委员。1985年，由刘存信接任。1988年，授中国人民解放军空军中将军衔。1990年，任中国人民解放军空军副政治委员兼纪委书记。1993年离休。2021年12月20日在北京病故，享年93岁。官方讣告称其“为部队革命化、现代化、正规化建设作出了贡献”。
是中共十三、十四大代表，第六届全国人大代表、第八届全国政协常委。
荣获三级独立自由勋章、三级解放勋章和中国人民解放军独立功勋荣誉章。